# 阿穆恩
阿穆恩（1815年—1873年12月14日），葡萄牙殖民地官员。
阿穆恩于1854年至1860年间出任安哥拉总督。其后于1863年任澳门总督并兼任葡萄牙驻华公使。期间曾作为特使试图和清廷互换1861年的中葡条约但并没有成功。1868年再度任安哥拉总督。1870年任莫桑比克总督。1873年于任内在莫桑比克去世。澳門的連勝馬路以他的名字來命名。